# Гран-при Бруно Бегелли (женский)
Гран-при Бруно Бегелли (итал. Gran Premio Bruno Beghelli Internazionale Donne Elite) — шоссейная однодневная велогонка, проходившая по территории Италии с 2016 по 2019 год. Являлась женской версией мужской гонки Гран-при Бруно Бегелли.

## История

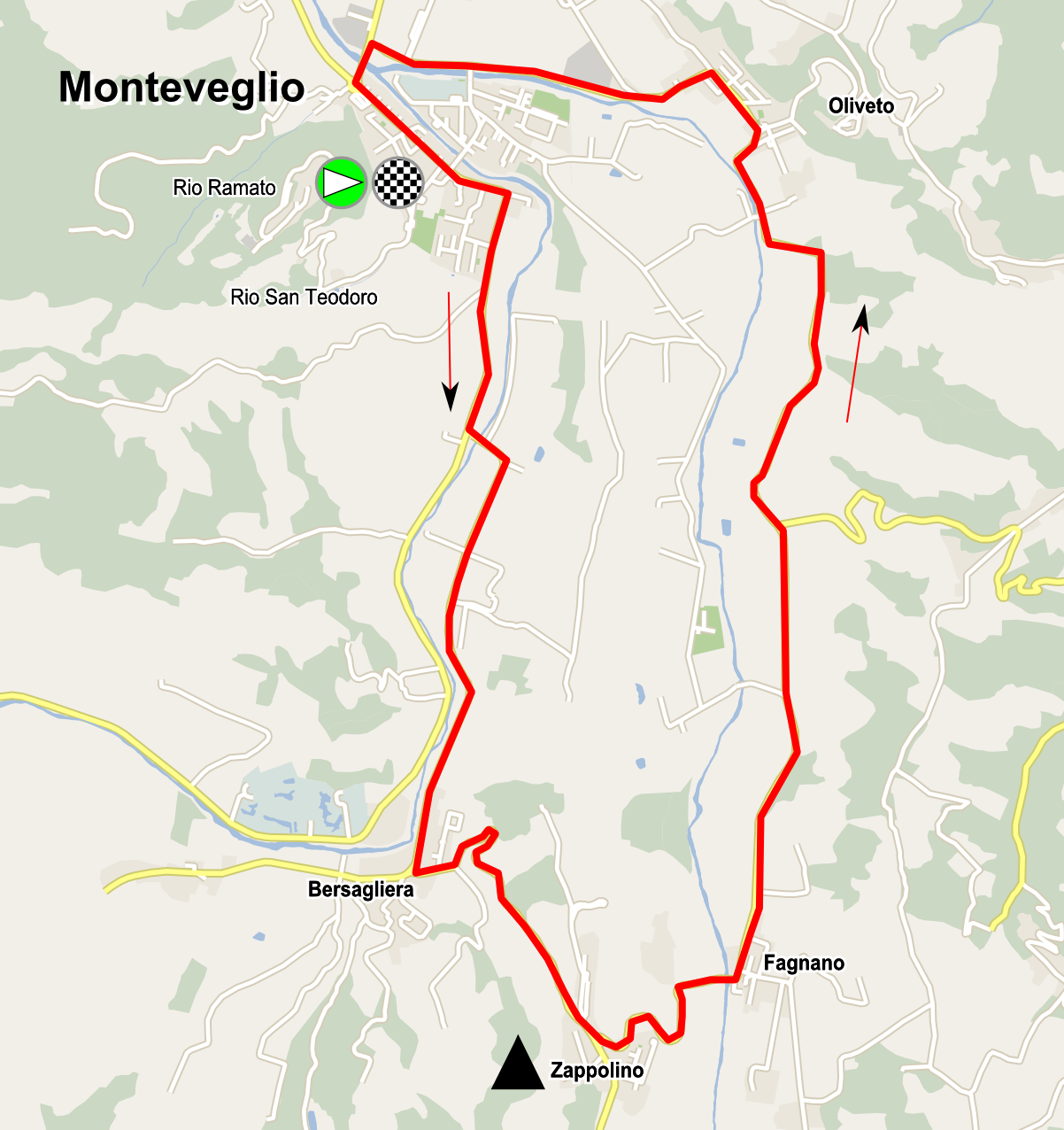
Маршрут круга гонки

Гонка была создана в 2016 году и сразу вошла в Женский мировой шоссейный календарь UCI. Её организовала Gruppo Sportivo Emilia которая с конца 1990-х годов проводила в память о Бруно Бегелли, отце Джан Пьетро Бегелли и основателя компании Gruppo Beghelli, аналогичную мужскую гонку В 2020 году гонка повысила свой статус войдя в календарь только что созданной Женской ПроСерии UCI.
В 2020 году гонка была отменена из-за пандемии COVID-19 по согласованию с семьёй Бегелли.
В 2021 году гонка значилась в календаре, но была снова отменена и больше не проводилась.
Маршрут гонки проходил в регионе Эмилия-Романья. Старт и финиш гонки располагался в Монтевельо (коммуна Вальсамоджа), где находятся фабрики Бегелли. Дистанция представляла собой круг протяжённостью 13,3 км включавший подъёмом Запполино (протяжённость 1,6 км), преодолеваемый шесть раз. Общая протяжённость гонки составляла 79,8 км.
Рекордсменкой с двумя победами стала итальянка Марта Бастианелли.

## Призёры
| Год  | Победитель        | Второй            | Третий              |          |
| ---- | ----------------- | ----------------- | ------------------- | -------- |
| 2016 | Хлоя Хоскинг      | Марианна Вос      | Барбара Гуариши     |          |
| 2017 | Марта Бастианелли | Элиза Бальзамо    | Летиция Патерностер |          |
| 2018 | Элиза Бальзамо    | Марта Бастианелли | Лорена Вибес        |          |
| 2019 | Марта Бастианелли | Лорена Вибес      | Кьяра Консонни      |          |
| 2020 | отменено          | отменено          | отменено            | отменено |
| 2021 | отменено          | отменено          | отменено            | отменено |